# José Antonio Álvarez y Baena
José Antonio Álvarez y Baena (Madrid, 1754-1799 o 1803) va ser un cronista i biògraf espanyol.
Natural de la vila de Madrid, fou conegut pel seu vessant com a cronista madrileny. La seva obra fonamental és Hijos de Madrid ilustres (1789-1791), publicada en quatre volums. A l'obra s'hi recull la biografia de nombroses persones nascudes a Madrid, que bé eren sants o persones destacades per les seves dignitats, o bé militars, científics o artistes de renom. Álvarez recull el relleu d'anteriors cronistes com Jerónimo de la Quintana o Gil González Dávila i de fet els amplia amb més informació, de la qual s'han conservat treballs manuscrits d'Àlvarez on estudia, per exemple, l'obra de Quintana. La segona obra coneguda d'aquest autor és Compendio de las grandezas de Madrid (1786), que dona important informació d'interès artístic sobre esglésies i altres edificis i monuments.

## Obres
- Hijos de Madrid, ilustres en santidad, dignidades, armas, ciencias y artes. Diccionario histórico por el orden alfabético... (4 volums). Publicat a Madrid: Imprenta de Benito Cano, 1789-1791.
- Compendio histórico de las grandezas de la coronada villa de Madrid, Corte de la Monarquía de España. Publicat a Madrid: Imprenta de Antonio de Sancha, 1786.